# 斯尼日基夫卡
49°9′26″N 37°13′36″E / 49.15722°N 37.22667°E
斯尼日基夫卡（烏克蘭語：Сніжківка）是位於烏克蘭東部的村莊，由哈爾科夫州伊久姆區的奧斯基爾市鎮負責管轄。該村面積0.54平方公里，海拔高度82米，2001年人口97，人口密度每平方公里180.3人。